# One by One
One by One är Foo Fighters fjärde studioalbum, utgivet den 22 oktober 2002.
Alla låtar på studioversionen av skivan, utom "Danny Says", som är skriven av The Ramones är skrivna av Dave Grohl, Taylor Hawkins, Nate Mendel, och Chris Shiflett.

## Låtförteckning
1. "All My Life" – 4:23
2. "Low" – 4:28
3. "Have It All" – 4:58
4. "Times Like These" – 4:26
5. "Disenchanted Lullaby" – 4:33
6. "Tired of You" – 5:12
7. "Halo" – 5:06
8. "Lonely As You" – 4:37
9. "Overdrive" – 4:30
10. "Burn Away" – 4:59
11. "Come Back" – 7:58
12. "Danny Says" – 2:59 (bonusspår på den japanska utgåvan, Ramones-cover)

## B-sidor
1. "Walking a Line" - 3:56
2. "Sister Europe" (The Psychedelic Furs cover) - 5:10
3. "Danny Says" (Ramones cover) - 2:58
4. "Life of Illusion" (Joe Walsh cover) - 3:40
5. "Win or Lose" - 3:26
6. "The One" - 2:46
7. "Normal" - 4:30
8. "Darling Nikki" (Prince cover) - 3:25

## Bonusskiva
En begränsad upplaga bonusskiva kom med på vissa Europeiska album, som innehöll svåråtkomligt livematerial. Alla spår spelades in live på Oslo Spektrum 04/12/2002.
1. "Snoof (Live)" - 4:24
2. "Times Like These (Live)" - 4:35
3. "Low (Live)" - 4:35
4. "Aurora (Live)" - 9:08
5. "Monkey Wrench (Live)" - 8:21

## ItunesBonus Tracks
1. "Walking a Line" - 3:56
2. "Sister Europe" - 5:10 (The Psychedelic Furs cover)
3. "Danny Says" (Ramones cover) - 2:58
4. "Life of Illusion" (Joe Walsh cover) - 3:40
5. "For All The Cows (Live)" - 3:31 (Inspelad live i Amsterdam)
6. "Monkey Wrench (Live)" - 4:01 (Inspelad live i Melbourne)
7. "Next Year (Live)" - 4:12 (Inspelad live i Melbourne)